# Daniel Bryan
Bryan Lloyd Danielson (Aberdeen, 22 maggio 1981) è un wrestler statunitense sotto contratto con la All Elite Wrestling.
Danielson è noto anche per i suoi trascorsi in WWE come Daniel Bryan dal 2009 al 2021, dove è stato un cinque volte campione del mondo, avendo detenuto il WWE Championship quattro volte e il World Heavyweight Championship una volta, oltre ad aver vinto anche per una volta rispettivamente lo United States Championship, il WWE Tag Team Championship come membro del Team Hell No (con Kane), l'Intercontinental Championship e lo SmackDown Tag Team Championship con Rowan. È stato anche il vincitore del Money in the Bank di SmackDown (edizione 2011), ha lottato nel main event di diversi pay-per-view (inclusa l'edizione 2013 di SummerSlam e WrestleMania XXX) e ha vinto lo Slammy Award come Superstar of the Year (edizione 2013). È inoltre il ventiseiesimo atleta a fregiarsi del Triple Crown e il quindicesimo a completare il Grand Slam con il nuovo formato (del nuovo formato è considerato il sesto vincitore) nella storia della WWE.
Prima di approdare in WWE ha lottato per diverse federazioni del circuito indipendente utilizzando il suo vero nome oppure il ring name "The American Dragon". Dal 2002 al 2009 ha lottato nella Ring of Honor, dove ha detenuto il ROH World Championship ed è stato l'ultimo atleta a detenere il ROH Pure Championship (unificando i due titoli), nonché il primo vincitore dell'annuale torneo Survival of the Fittest nel 2004. Insieme a CM Punk e Tyler Black è uno dei tre atleti ad aver vinto sia il ROH World Championship sia il WWE Championship.
Danielson ha lottato a lungo in Giappone, vincendo il GHC Junior Heavyweight Championship nella Pro Wrestling Noah e il IWGP Junior Heavyweight Tag Team Championship (con Curry Man) nella New Japan Pro-Wrestling. Ha anche vinto numerosi titoli nel circuito indipendente, inclusi due PWG World Championship, il FIP World Heavyweight Championship e il wXw World Heavyweight Championship, oltre a numerosi riconoscimenti da parte di pubblicazioni quali Pro Wrestling Illustrated, che nel 2013 lo posizionò anche al primo posto nell'annuale classifica dei 500 migliori atleti nel 2014, Rolling Stone e il Wrestling Observer Newsletter di Dave Meltzer che lo votò come miglior atleta degli anni duemila.
L'8 febbraio 2016 all'età di trentaquattro anni, annunciò il ritiro dal wrestling lottato a causa di commozioni cerebrali multiple e una lesione all'area temporo-occipitale del cervello. Tuttavia, il 20 marzo 2018 è stato dichiarato idoneo dai medici della WWE per tornare alla competizione attiva.

## Biografia
Danielson è nato e cresciuto ad Aberdeen, nello Stato di Washington, da un padre taglialegna e una madre terapeuta che hanno divorziato quando lui era ancora giovane. Ha gareggiato in vari sport all'Aberdeen-Weatherwax High School, incluso il football.

## Carriera

### Gli inizi (1999–2002)
Danielson iniziò la sua carriera lottando nella Backyard Championship Wrestling con il suo vero nome e l'appellativo The Dagger. Nel 1999, dopo essersi diplomato, decise di diventare un wrestler iscrivendosi alla scuola di wrestling di Dean Malenko. A causa della sua chiusura entrò nella Texas Wrestling Academy di Shawn Michaels. Firmò poi un contratto con la World Wrestling Federation per lavorare nel loro territorio di sviluppo, venendo assegnato alla Memphis Championship Wrestling, dove è stato allenato da William Regal, vincendo diversi titoli prima della sua chiusura e del addio dalla WWF nel 2001. Inoltre, tra il 2002 e il 2003, combatté in alcune puntate di Velocity e Heat; inizialmente usato come jobber, gli sono poi stati concessi match più lunghi, affrontando e perdendo contro John Cena.

### Ring of Honor (2002–2009)

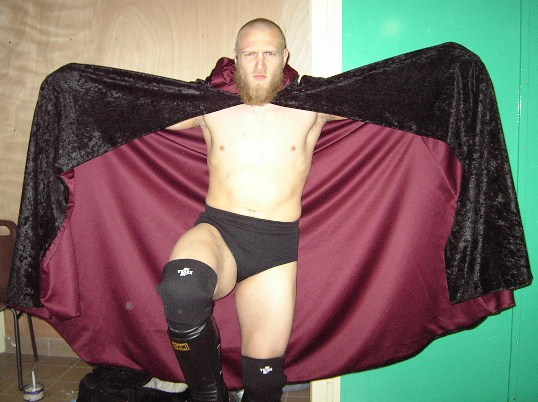
Count Danielson nel 2004

Nel 2002 Danielson entrò a far parte della Ring of Honor, venendo considerato un padre fondatore poiché ha portato all'apice del successo la federazione dai suoi albori e combattendo sempre e solo nei main event. I suoi incontri erano caratterizzati da una durata fuori dal normale, fra cui spicca un match di circa ottanta minuti contro Austin Aries.
Il 25 settembre 2005 a Glory by Honor IV Danielson ha sconfitto James Gibson per vincere il ROH World Championship per la prima volta. Mantenne il titolo fino a quando Chris Hero, della Combat Zone Wrestling, invase la ROH e puntò al titolo di Danielson. Quest'ultimo ne fece una questione personale, invadendo così a sua volta la CZW. Alla fine i due arriveranno a un match uno contro uno, in cui Danielson mantenne il titolo. Prese poi il quinto e ultimo posto del Cage of Death match (uno steel cage match, specialità della CZW), terminato con una rissa, grazie all'inaspettato voltafaccia di Danielson su Samoa Joe. Questo portò a una faida tra i due: il loro match, durato 60 minuti, terminò con un pareggio. Danielson ha poi unificato il ROH World Championship con il ROH Pure Championship di Nigel McGuinness. Perse il titolo dopo quindici mesi di regno contro Homicide, anche per via di un infortunio alla spalla.
Danielson ha lasciato la Ring of Honor nel 2009 dopo aver sconfitto Nigel McGuinness nel suo ultimo match.

### WWE (2009–2010)

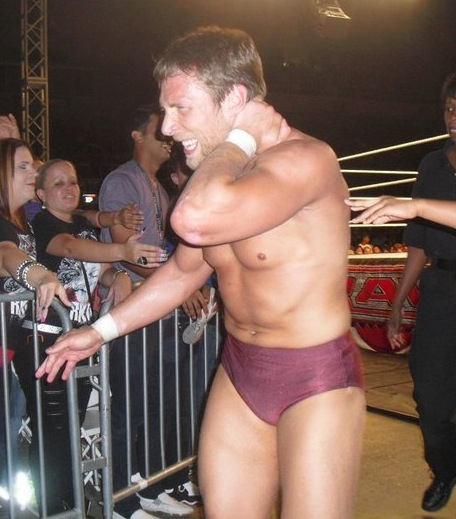
Daniel Bryan nel 2010

Il 23 agosto 2009 la ROH ha annunciato che Danielson aveva firmato un contratto con la WWE. Ha fatto il suo debutto il 4 gennaio 2010, quando ha sconfitto Chavo Guerrero in un match non ripreso dalle telecamere. In seguito venne trasferito nella Florida Championship Wrestling, dove ha cambiato il suo ring name in Daniel Bryan.
Il debutto sugli schermi televisivi avvenne a NXT, uno show che ha visto protagonisti otto esordienti, affiancati da altrettanti wrestler professionisti, dove il vincitore aveva l'opportunità di approdare a Raw e di ottenere un'opportunità per un titolo da sfruttare in pay-per-view contro un campione a sua scelta. Daniel Bryan, con The Miz come suo mentore, nella prima puntata ha affrontato nel main event l'allora World Heavyweight Champion Chris Jericho, venendo sconfitto.
Nella puntata di Raw del 31 maggio, l'ospite speciale dello show, Ashton Kutcher, ha concesso a Bryan un match contro The Miz: Bryan ha sconfitto Miz e al termine del match lo ha gettato addosso al commentatore Michael Cole, che lo criticava sin dalla sua partecipazione a NXT. La settimana successiva a Raw, Bryan si è presentato insieme agli altri rookie di NXT della prima stagione, interrompendo il main event che vedeva protagonisti John Cena e CM Punk: il gruppo, guidato da Wade Barrett, ha aggredito il personale della WWE presente a bordo ring, distruggendo la scenografia e attaccando Cena. I wrestler di NXT formarono così un'alleanza, che è diventata poi nota come "The Nexus". Nella puntata di Raw dell'11 giugno, Bryan venne cacciato dalla stable dopo essersi pentito dell'attacco perpetrato ai danni di Cena. La causa del licenziamento sarebbe da ricercare in un atto giudicato "eccessivamente violento" dalla WWE, dal momento che Danielson aveva strangolato il ring announcer Justin Roberts con la sua stessa cravatta, in una fase dell'aggressione andata in scena a Raw.

### Circuito indipendente (2010)
Grazie a una deroga concessa dalla WWE, Bryan Danielson è tornato ad esibirsi nel circuito indipendente pochi giorni dopo il suo licenziamento. Danielson, in seguito al clamore suscitato dalla vicenda che lo ha visto protagonista in WWE, raccolse in pochi giorni numerosi ingaggi anche in Europa, tra cui uno nella MWF, federazione di proprietà del padre di John Cena. Il 1º ottobre, Danielson ha combattuto l'ultimo dei suoi match indipendenti sconfiggendo Shelton Benjamin in uno show della NorthEast Wrestling.

### Ritorno in WWE (2010–2021)

#### United States Champion (2010–2011)
Tra i fan di Danielson si susseguono petizioni rivolte alla WWE per chiedere la sua riassunzione. Il 15 agosto 2010 a SummerSlam, Bryan ha fatto il suo ritorno nella WWE come beniamino del pubblico, unendosi al Team WWE che affrontava il Nexus nel main event. La sua squadra ha vinto il match, nel quale Bryan ha eliminato prima Darren Young e poi Heath Slater, prima di essere eliminato a sua volta da Wade Barrett, complice l'interferenza di The Miz.
Il 19 settembre a Night of Champions, Bryan ha sconfitto The Miz, sottomettendolo con la LeBell Lock e vincendo il suo primo titolo nella WWE, lo United States Championship. Il 3 ottobre a Hell in a Cell, Bryan ha difeso con successo il titolo in un triple threat Submissions Count Anywhere match contro The Miz e John Morrison. Bryan ha poi sfidato l'allora Intercontinental Champion Dolph Ziggler a un "Champion vs. Champion match" a Bragging Rights come speciale attrazione della sfida SmackDown vs. Raw, sconfiggendolo in un match altamente acclamato. Bryan ha difeso con successo lo United States Champiosnhip contro Ted DiBiase alle Survivor Series.

#### World Heavyweight Champion (2011–2012)

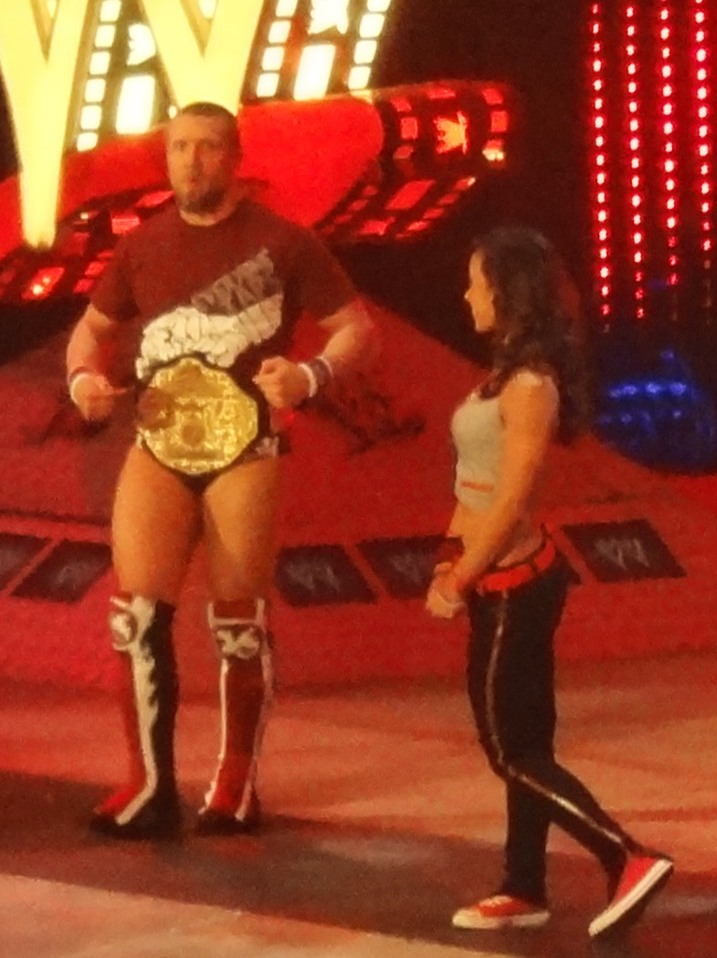
Daniel Bryan nel 2012 insieme ad AJ Lee

Il 26 aprile, Bryan è stato trasferito al roster di SmackDown come parte del draft supplementare. Il suo primo match come nuovo membro del roster è avvenuto nella puntata di SmackDown del 6 maggio, dove ha perso contro Sheamus.
Il 17 luglio a Money in the Bank, Bryan ha vinto il Money in the Bank ladder match di SmackDown, che gli avrebbe garantito un match per il World Heavyweight Championship in qualsiasi momento entro un anno. Nella puntata di SmackDown del 4 novembre, Bryan ha perso per squalifica contro il World Heavyweight Champion Mark Henry a causa dell'interferenza di Big Show. Tre settimane dopo, Bryan ha incassato il Money in the Bank sconfiggendo Mark Henry, dopo che questi era stato messo K.O. da Big Show, conquistando il World Heavyweight Championship: tuttavia, subito dopo la sua vittoria, il general manager di SmackDown Theodore Long ha annullato la vittoria di Bryan, in quanto Henry non era abilitato a combattere; nonostante ciò, Bryan è rimasto in possesso della valigetta del Money in the Bank. Più tardi nella stessa sera, Bryan è diventato il primo sfidante per il World Heavyweight Championship, sconfiggendo Cody Rhodes, Randy Orton e Wade Barrett. Nella puntata di SmackDown del 29 novembre, tuttavia, Bryan ha perso contro Henry nello steel cage match valido per il titolo. Sempre nel mese di novembre, Bryan ha iniziato una relazione (kayfabe) con AJ.

#### Team Hell No (2012–2013)

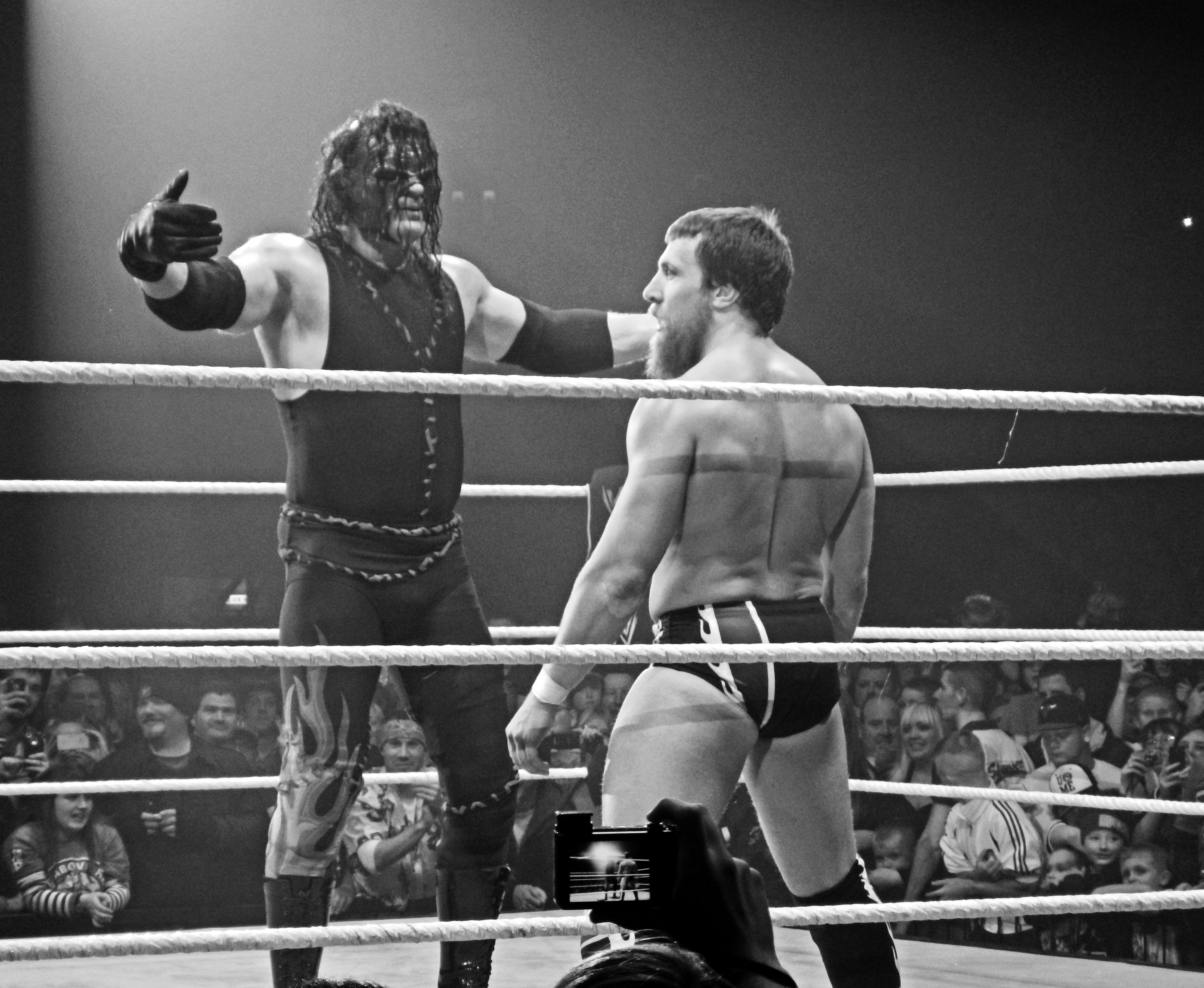
Daniel Bryan nel 2012 insieme a Kane

Dopo aver perso il World Heavyweight Championship, Bryan è diventato il primo sfidante al WWE Championship detenuto da CM Punk, ma non è riuscito a vincere il titolo sia a Over the Limit che a No Way Out, in un triple threat match che includeva anche Kane. Nella puntata di Raw del 25 giugno, Bryan ha vinto un triple threat elimination match contro Punk e Kane, garantendosi un ulteriore match per il WWE Championship a Money in the Bank, con AJ scelta come arbitro speciale. Tuttavia, il 15 luglio a Money in the Bank, Bryan non è riuscito a conquistare il titolo.
Dopo essere uscito dal giro titolato del WWE Championship, Bryan ha provato a riallacciare il rapporto con AJ, per poi chiederle di sposarlo, ottenendo una risposta affermativa. Tuttavia, a Raw 1000, AJ lo ha mollato sull'altare dopo aver ricevuto il ruolo di general manager di Raw. Usando il ruolo di general manager, AJ ha continuato a ottenere la sua vendetta su Bryan negandogli un match per il WWE Championship e forzandolo invece ad affrontare Kane a SummerSlam, dove però Bryan è emerso vincitore.
Il Team Hell No ha poi iniziato una faida con lo Shield (Dean Ambrose, Seth Rollins e Roman Reigns), alleandosi con Ryback; ciò ha portato a un Tables, Ladders and Chairs match a TLC, dove lo Shield è emerso vittorioso dopo aver schienato Bryan.
Dopo aver riacceso la rivalità con lo Shield, con cui hanno combattuto diversi match con alleati anche The Undertaker e John Cena, il 19 maggio a Extreme Rules, il Team Hell No ha perso il WWE Tag Team Championship in un tornado tag team match contro Rollins e Reigns, terminando il loro regno come campioni dopo 245 giorni.

#### Ascesa al vertice (2013–2014)

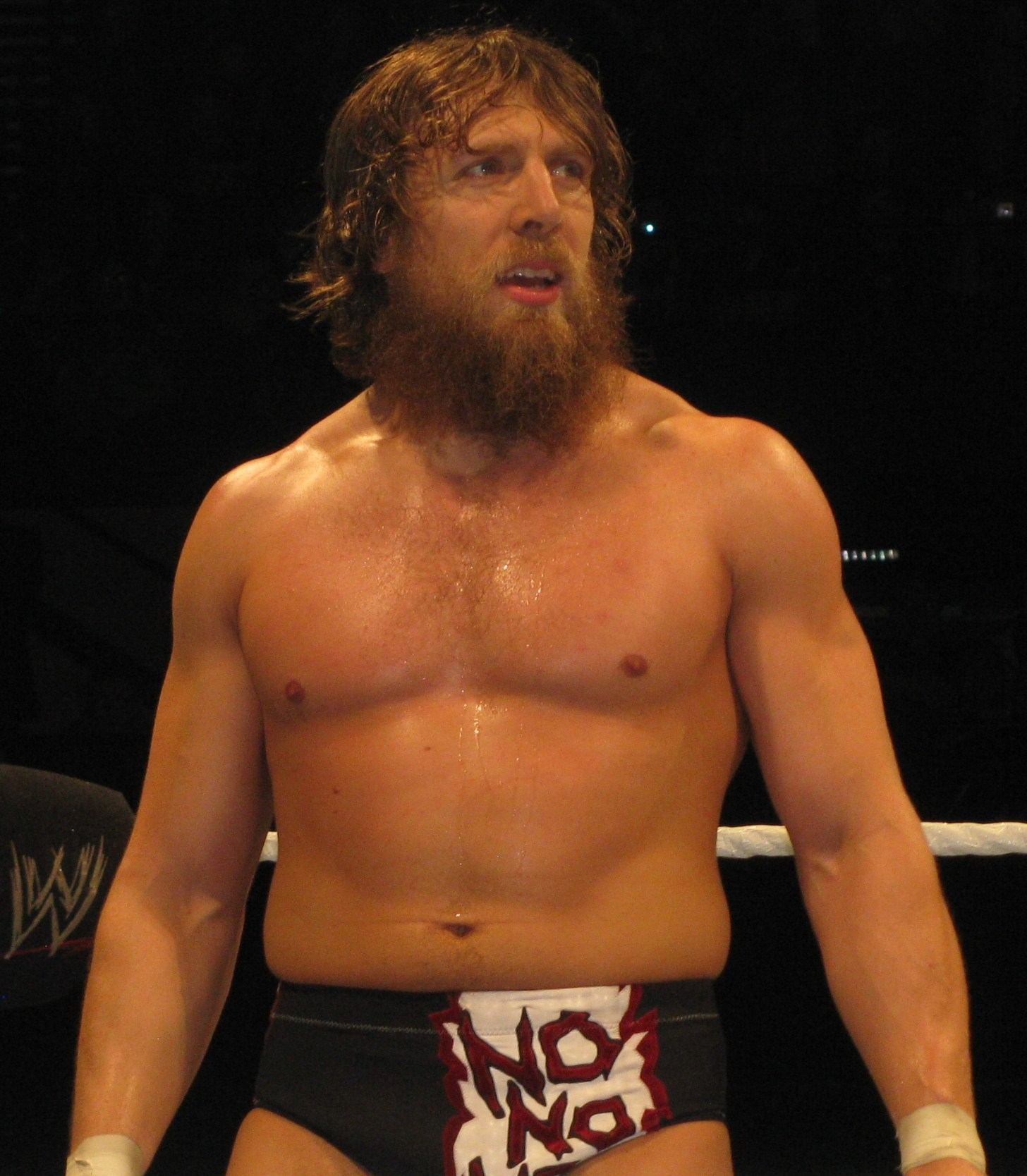
Daniel Bryan nel 2013

Dopo aver perso il WWE Tag Team Championship, Bryan è diventato ossessionato dal voler dimostrare di non essere l'anello debole del Team Hell No. Come risultato di ciò, Bryan è diventato più aggressivo, ma il suo comportamento ha portato il Team Hell No a perdere la rivincita per il titolo contro Rollins e Reigns. In seguito ad incomprensioni e litigi, Bryan si è allontanato da Kane ed è stato accoppiato con Randy Orton, nonostante la loro scarsa relazione ad affrontare un nemico comune nello Shield. Durante questa storyline, Bryan è stato elogiato come il miglior wrestler nella WWE e per avere una connessione senza pari con il pubblico da critici, colleghi e veterani del mondo del wrestling.
A Raw, il WWE Champion John Cena ha scelto Bryan come avversario per il match per il WWE Championship a SummerSlam. Ciò ha portato Bryan ad essere coinvolto nella faida interna della famiglia McMahon, con il chairman della WWE Vince McMahon contro Bryan, poiché Bryan non ha l'immagine della tipica "superstar WWE" di McMahon, mentre il COO della WWE Triple H era in supporto di Bryan. Il 22 luglio a Raw, Bryan ha lottato in un gauntlet match per dimostrare il suo valore come primo sfidante, sconfiggendo Jack Swagger e Antonio Cesaro in successione.

#### WWE Champion e infortunio (2014–2015)

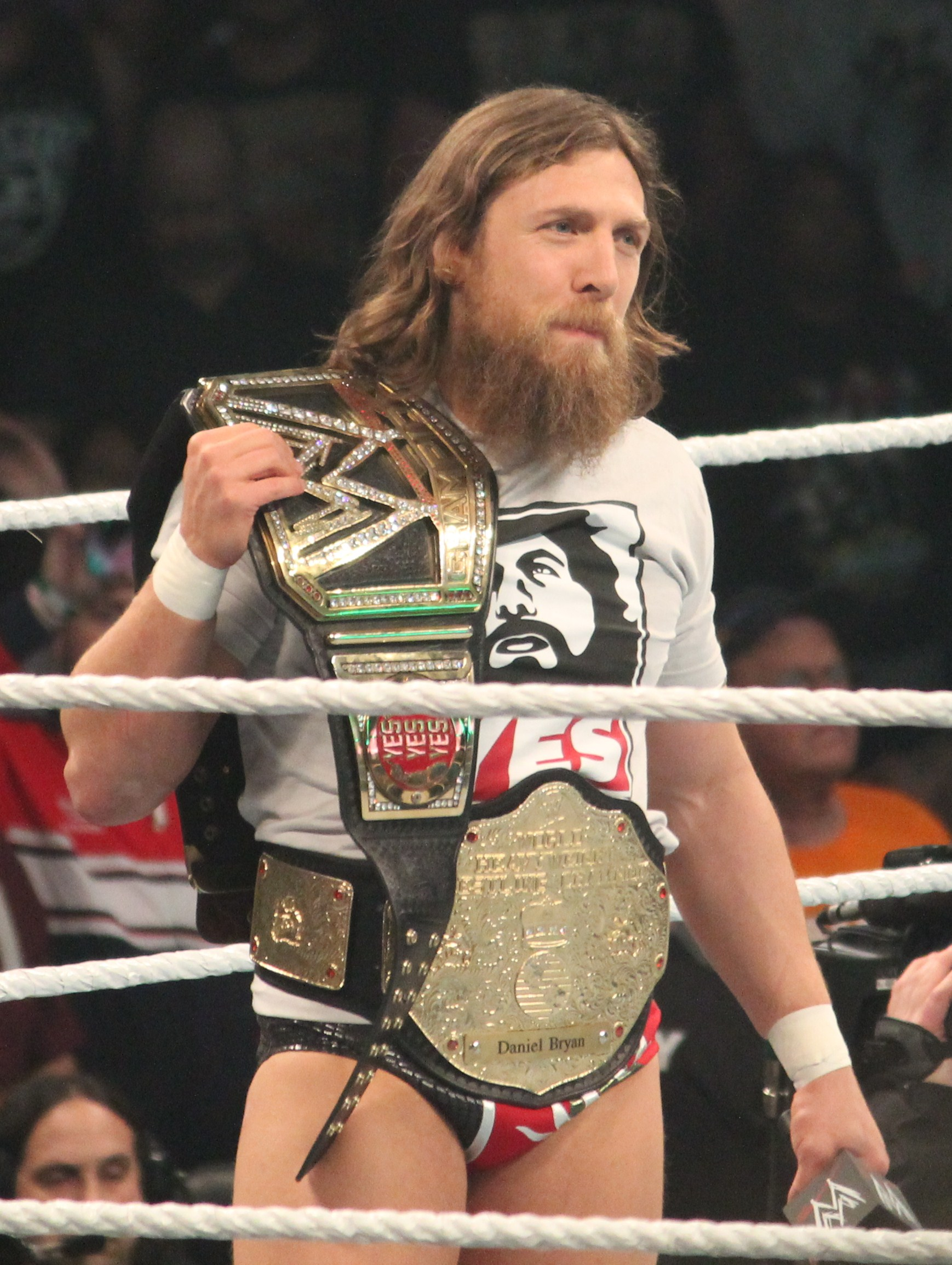
Daniel Bryan nel 2014 come WWE World Heavyweight Champion

A WrestleMania XXX Bryan ha sconfitto Triple H ed è stato inserito nel match per il titolo, ma Triple H lo ha attaccato al termine del loro match. Nonostante l'infortunio e l'interferenza dell'Authority, Bryan è prevalso su Batista e il campione Randy Orton nel main event di WrestleMania per vincere il WWE World Heavyweight Championship.
Bryan è tornato nella puntata di Raw del 24 novembre schernendo l'Authority. È stato poi scelto come general manager per l'episodio e per la successiva puntata di SmackDown del 28 novembre; ha inoltre organizzato delle punizioni per coloro che si erano alleati con l'Authority. Oltre ad annunciare un match tra Kane e Ryback per TLC, Bryan ha anche risposto con un "sì!" alla domanda se sarebbe tornato presto.

#### Intercontinental Champion e ritiro (2015–2016)

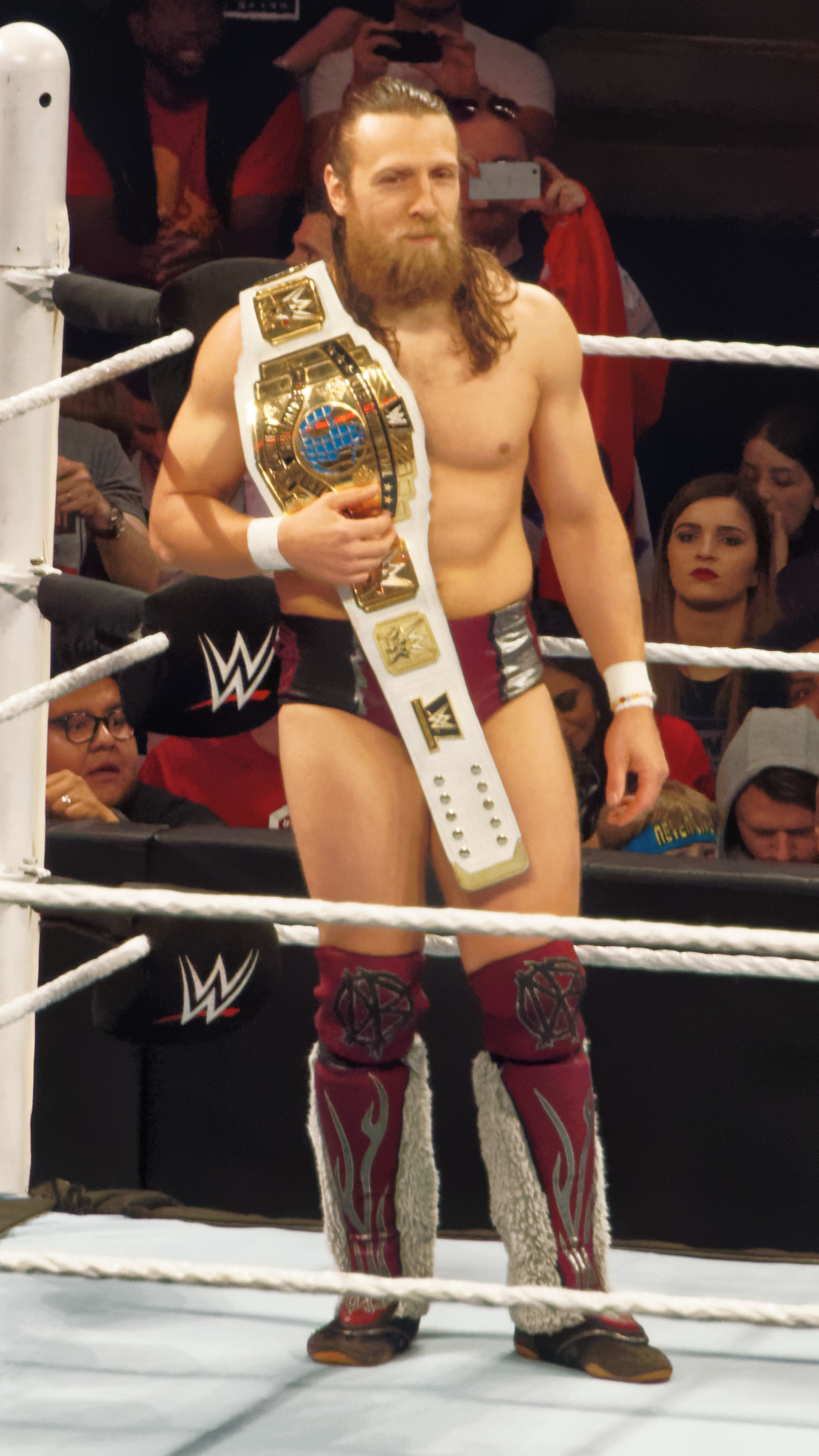
Daniel Bryan come WWE Intercontinental Champion nel 2015

Bryan è tornato sul ring nella puntata di SmackDown del 15 gennaio 2015, vincendo per squalifica contro Kane a causa dell'interferenza dell'Authority; più tardi nella stessa sera ha vinto un six-man tag team match nel main event.
Dopo Fastlane, Bryan è stato coinvolto nel giro titolato dell'Intercontinental Championship per WrestleMania, dove è stato uno dei diversi wrestler che sono venuti fisicamente in possesso del titolo del campione Bad News Barrett, oltre ad aver sconfitto quest'ultimo in una serie di match non titolati.
Bryan ha vinto il ladder match per l'Intercontinental Championship a WrestleMania 31. Ciò lo ha reso anche uno dei sei wrestler che al loro tempo hanno ottenuto il nuovo "Grand Slam", vincendo ogni titolo attivo nella WWE (eccetto per i titoli esclusivamente femminili), avendo unicamente difeso o combattuto per ogni differente titolo da WrestleMania XXVII alla 31.

#### General Manager diSmackDown(2016–2018)
Bryan, riconosciuto dalla WWE come una leggenda, è tornato attivo alla WWE come commentatore (color commentator) in coppia con l'analista azione per azione di SmackDown Mauro Ranallo del torneo internazionale della WWE, il Cruiserweight Classic, che ha debuttato il 13 luglio in esclusiva per il WWE Network. Nel mese di maggio la WWE ha annunciato il ritorno della brand extension.

#### Ritorno in attività e WWE Champion (2018-2019)

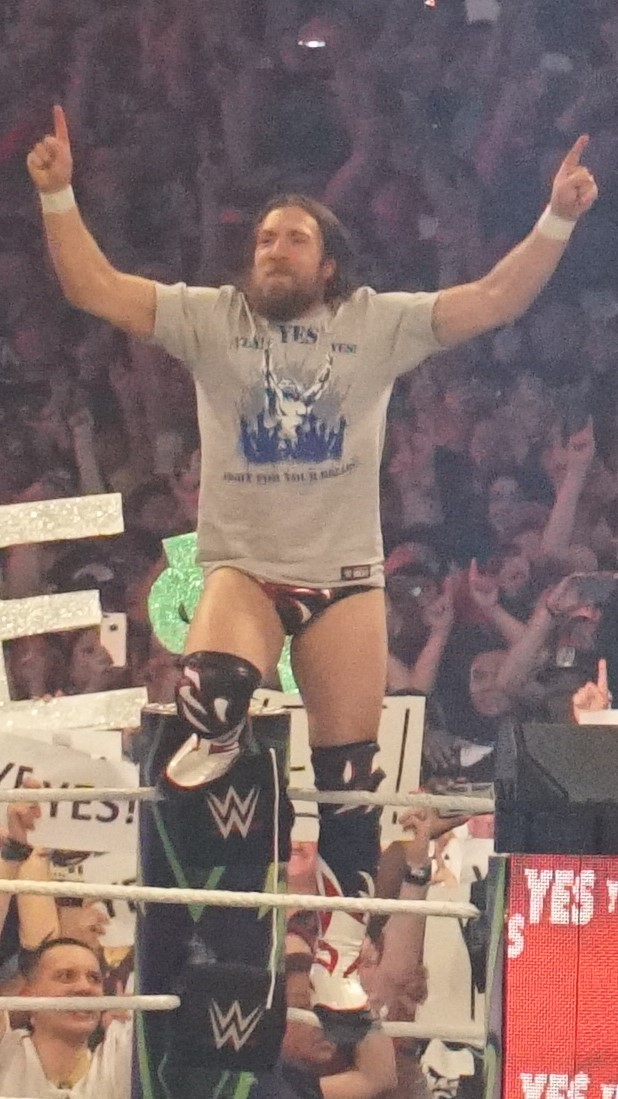
Daniel Bryan nel 2018

Il 20 marzo 2018 dopo circa due anni di inattività ha ricevuto il consenso da parte dello staff medico della WWE per poter tornare a combattere. Quello stesso giorno, durante SmackDown, Bryan ha ringraziato pubblicamente i fan per i supporto datogli; successivamente, è stato brutalmente attaccato da Kevin Owens e Sami Zayn. L'8 aprile, a WrestleMania 34, Bryan e Shane McMahon hanno sconfitto Kevin Owens e Sami Zayn; si è trattato del ritorno sul ring di Bryan dopo tre anni di inattività.

#### Varie faide e opportunità titolate (2019–2021)
Dopo aver riportato un infortunio a WrestleMania 35, Bryan tornò nella puntata di Raw del 6 maggio sfidando il WWE Champion Kofi Kingston ad un rematch titolato venendo sconfitto. Nella puntata di SmackDown del 7 maggio Bryan e Rowan sconfissero gli Usos in un match per la riassegnazione del vacante SmackDown Tag Team Championship, diventando campioni per la prima volta.

### All Elite Wrestling (2021–presente)
Il 5 settembre 2021 Danielson debuttò con il suo vero nome al termine del pay-per-view All Out per lanciare la sfida all'AEW World Champion Kenny Omega.

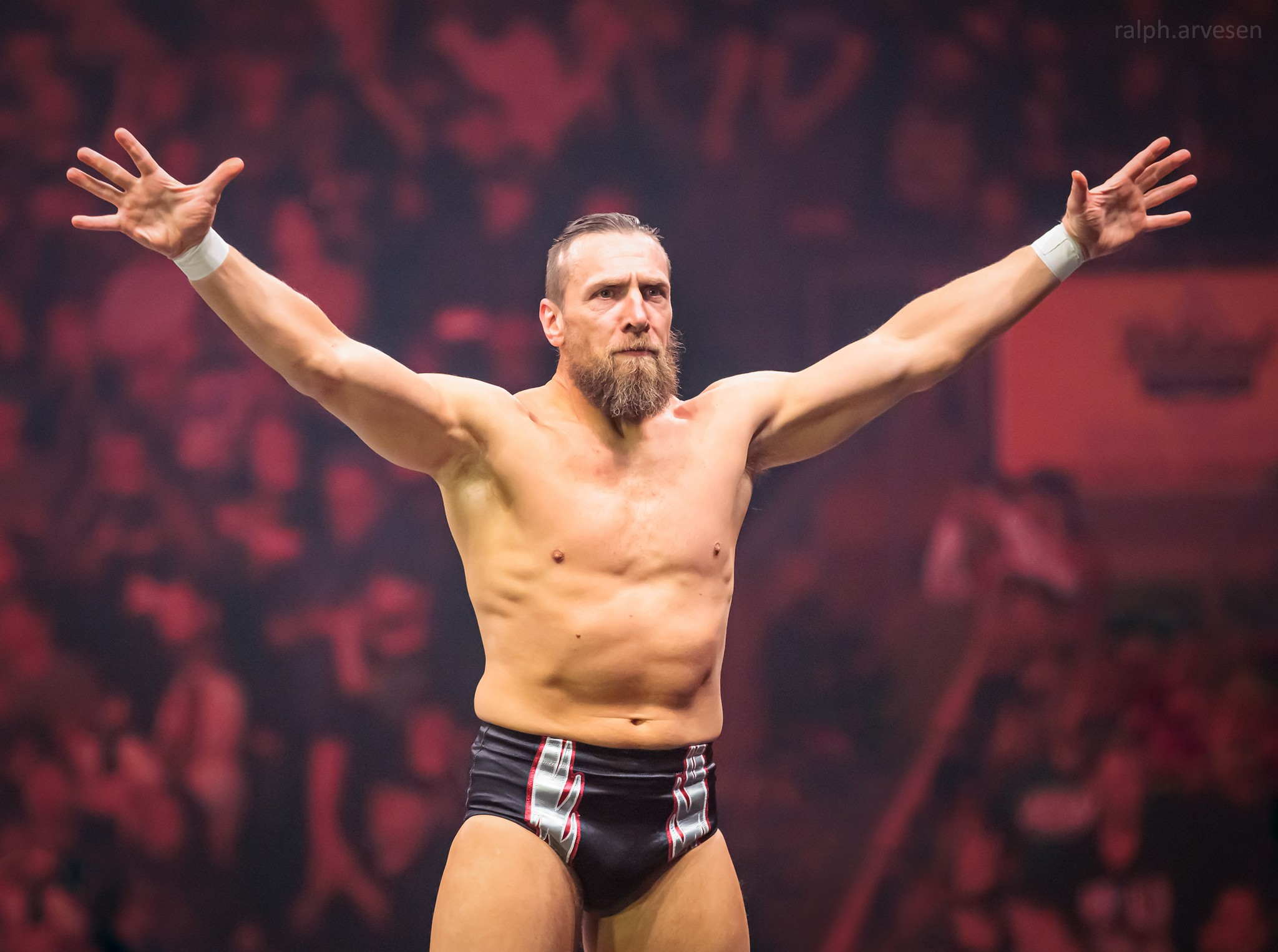
Danielson nel 2022

Lottò il suo primo match nella All Elite Wrestling il 22 settembre a Dynamite: Grand Slam, dove affrontò Omega in un match non titolato terminato in pareggio dopo trenta minuti. a Full Gear vinse la finale dell'AEW World Championship Eliminator Tournament (un torneo a eliminazione a otto uomini) con in palio un'opportunità per l'AEW World Championship. Danielson eliminò Dustin Rhodes, Eddie Kingston e Miro. Successivamente iniziò una faida con il neo-campione del mondo Adam Page, che affrontò a Dynamite: Winter is Coming e anche questa volta, il match terminò in pareggio dopo sessanta minuti. Riprovò l'assalto al titolo il 5 gennaio 2022 a Dynamite, ma fu sconfitto da Page, in quella che fu la sua prima sconfitta in AEW.

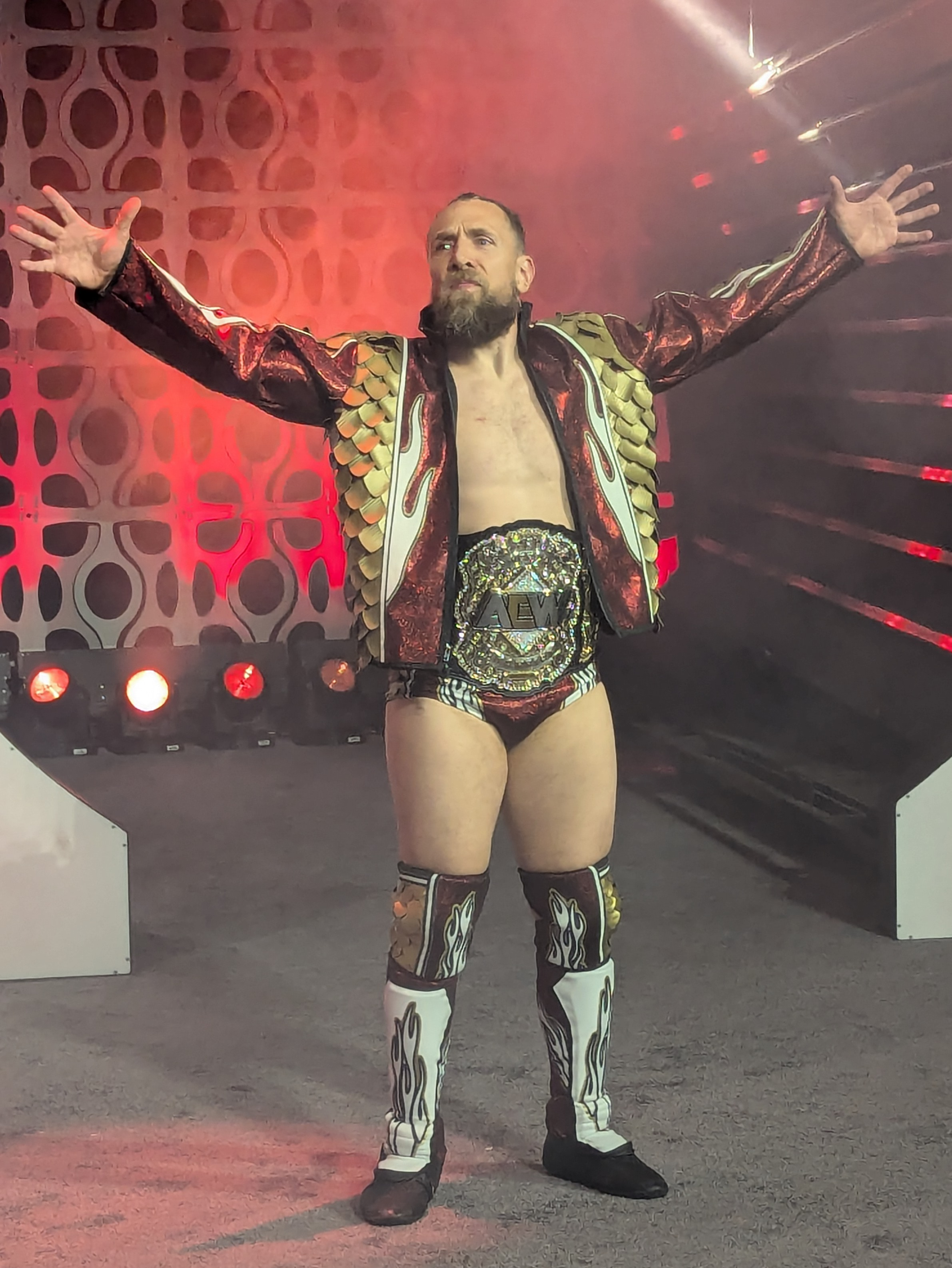
Danielson nel 2024 con l'AEW World Championship

Chiuso il capitolo Page, iniziò una storyline con Jon Moxley, dove si propose non come avversario, bensì come compagno. Tuttavia, Moxley dichiarò che avrebbe collaborato con Danielson solo se avessero lottato tra di loro. A Revolution, fu Moxley a trionfare, ma poco dopo i due iniziarono una rissa; Successivamente si presentò il debuttante William Regal, un tempo mentore di entrambi, che riuscì a separarli e li costrinse a stringersi la mano. I due formarono una squadra con Regal come manager chiamata Blackpool Combat Club. Successivamente il tag team diventò una stable, quando reclutarono il giovane Wheeler Yuta.
Il Blackpool Combat Club iniziò con la Jericho Appreciation Society, capitanata da Chris Jericho, contro il quale persero al pay-per-view Double or Nothing in un sanguinoso anarchy in the arena match. Il 22 giugno a Dynamite dichiarò di non essere autorizzato a combattere nel match contro Zack Sabre Jr. previsto per AEW×NJPW: Forbidden Door, ma che aveva in mente come sostituto l'unica persona di cui si fidava. Il wrestler in questione si rivelò essere Claudio Castagnoli, che dopo aver vinto il match si unì al BCC. Ad All Out proseguì la sua faida con Chris Jericho, uscendone però sconfitto.
Successivamente, prese parte ad un torneo per la riassegnazione del vacante AEW World Championship, dove sconfisse Adam Page e Chris Jericho prima di perdere in finale contro Moxley a Dynamite: Grand Slam il 21 settembre. La settimana successiva, Jericho diede a Daniel Garcia un ultimatum riguardo la sua lealtà dopo che Danielson gli offrì un posto nel BCC. Il 12 ottobre a Dynamite, perse contro Jericho in un match con in palio il ROH World Championship dopo che Garcia colpì Danielson con il suo ROH Pure Championship. A Full Gear, Danielson lottò un match a quattro valido per il ROH World Championship contro Jericho, Claudio Castagnoli e Sammy Guevara, ma Jericho riuscì a mantenere il titolo.
Archiviata la faida con Jericho, iniziò una faida con il campione del mondo MJF. I due si affrontarono a Revolution in un iron man match da 60 minuti, vinta da MJF ai tempi supplementari.
Dopo un breve periodo di pausa, tornò il 29 marzo a Dynamite, dove è intervenuto per salvare l'Elite dai suoi compagni Moxley, Castagnoli e Yuta, salvo poi unirsi a loro e accanirsi su Kenny Omega e gli Young Bucks. Le due stable si affrontarono in un anarchy in the arena match a Double or Nothing, dove a prevalere fu il BCC.

## Altri media
Danielson è un fan della musica indie rock e ha registrato un singolo con Kimya Dawson per un tributo alla leggenda del wrestling "Captain" Lou Albano.
Nel giugno 2015, Danielson è diventato uno dei tre giudici della sesta stagione di Tough Enough, insieme a Hulk Hogan (successivamente sostituito da The Miz) e Paige.

## Vita privata
Danielson è per lo più di origine inglese, con alcuni antenati di origine scozzese-irlandese e olandese. Danielson ha citato una serie di wrestler che hanno influenzato il suo stile: Toshiaki Kawada, Mitsuharu Misawa e William Regal. Ha anche dichiarato di essersi ispirato a Dean Malenko e Chris Benoit nella sua carriera, aggiungendo degli elementi di jūjutsu per creare il proprio stile. Nel 2009, Danielson si è trasferito a Las Vegas, nel Nevada, dove ha iniziato la formazione in arti marziali miste nella palestra Xtreme Couture di Randy Couture. Era anche coinquilino con il capo allenatore di prese della Xtreme Couture, Neil Melanson.
Durante il suo regno come ROH World Champion, la ROH ha nominato Danielson il capo allenatore della ROH Wrestling Academy, in sostituzione di Austin Aries. Ha rinunciato alla sua posizione per Delirious nel 2007.
Danielson è diventato un vegano nel 2009, dopo aver ottenuto elevati enzimi epatici e diverse infezioni da stafilococco. Nel 2012, a Danielson è stato assegnato il Libby award dalla PETA per essere l'atleta "più amichevole agli animali". In onore di Danielson, il sindaco Micah Cawley di Yakima, Washington ha dichiarato il 13 gennaio come Daniel Bryan Day. Nel settembre 2012, Danielson ha rivelato che non era più un vegano a causa della sua incapacità di trovare cibo vegano mentre viaggiava per la WWE. Ha poi dichiarato di aver sviluppato un'intolleranza alla soia e di non trovare abbastanza cibo vegano a base di non-soia, ma di conservare una dieta prevalentemente vegetariana. Ha anche affermato di soffrire di vitiligine.
Danielson ha affermato di essersi classificato ultimo (con l'1%) per ambizione in un test della personalità che la WWE gli ha dato. In risposta ha detto: "Non ho l'ambizione di ciò che la società dice che è importante per quanto riguarda le cose come i soldi e tutto quel genere di cose. Quello a cui ambisco è essere il miglior wrestler possibile".
Nell'ottobre del 2012 è stata avviata una campagna sui social media nel tentativo di aiutare Connor Michalek ad incontrare il suo eroe, Daniel Bryan. Michalek aveva sei anni a quel tempo e soffriva di medulloblastoma, cancro del cervello e della colonna vertebrale. La campagna ha avuto successo quando Danielson ha incontrato il suo fan Michalek al Consol Energy Center nel dicembre del 2012 e nuovamente nell'ottobre 2013. Michalek è stato fonte di ispirazione per Danielson a causa del "modo in cui ha affrontato la vita e la gioia che aveva" senza mai lamentarsi. Michalek, che era a bordo ring a WrestleMania XXX, è stata la prima persona che Danielson ha abbracciato dopo aver vinto il titolo.
L'11 aprile 2014, Danielson ha sposato la collega Brianna Garcia (Brie Bella), dopo quasi tre anni di fidanzamento.
Il 21 aprile 2014, la WWE ha annunciato la morte del padre di Danielson. Danielson ha insistito sull'essere a Raw quella notte, come previsto, ma è tornato a casa subito dopo il suo segmento.
Danielson ha descritto le sue vittorie a WrestleMania XXX e il suo matrimonio poco dopo come i punti più alti della sua vita professionale e personale. Ma nel giro di due mesi ha poi vissuto dei punti bassi personali – con la morte di suo padre e di Connor Michalek – seguiti da un punto basso professionale – un intervento chirurgico.
Nel luglio del 2014, la casa di Danielson a Phoenix, in Arizona è stata forzata da due ladri. Danielson era tornato a casa proprio in quel momento; è riuscito ad inseguire e a sottomettere uno dei ladri con una rear naked choke fino all'arrivo della polizia. Sulla base di informazioni raccolte dal ladro catturato, la polizia ha fermato altre tre persone circa due settimane dopo che sono stati coinvolti in furti in tutta Arcadia e Phoenix.
Durante un'intervista nel 2014, Danielson ha affermato che non può nuotare o andare in profondità nell'acqua a causa di un timpano rotto che ha sofferto in un imprecisato match della Ring of Honor nel 2007 contro Kenta. Danielson non ha mai sistemato il timpano rotto e ha sostenuto che ha ancora problemi di udito all'orecchio sinistro.
È tifoso della squadra inglese di calcio della Premier League, l'Everton. È anche un accanito sostenitore dei Seattle Seahawks e dei San Francisco Giants.
Il 5 ottobre 2016, insieme a John Cena, Brie Bella e Nikki Bella, partecipa al Total Bellas, nel quale rivela con sua moglie di aspettare un bambino. Il 9 maggio 2017 è nata Birdie Joe. Il 1 agosto 2020 è diventato padre per la seconda volta di Buddy Dessert.

## Personaggio

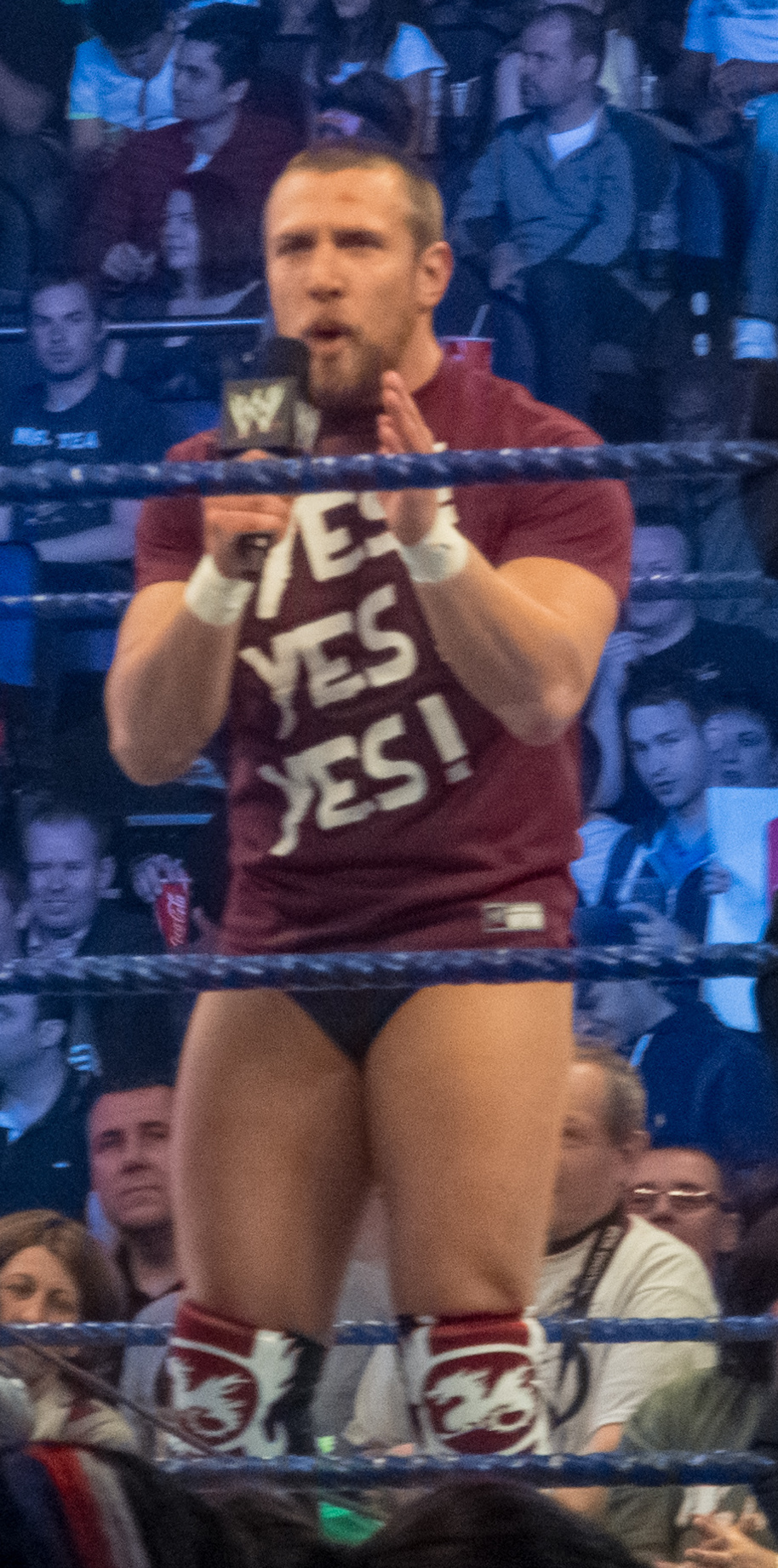
Daniel Bryan indossa la sua caratteristica maglietta

Danielson ha trascorso la maggior parte della sua carriera senza crearsi un personaggio, diventando popolare con i tifosi grazie ai suoi soprannomi, ai suoi modi di fare e alla capacità di lottare.
Una parte della personalità di Danielson sono i suoi modi di fare e la reazione che ispira nella folla durante i suoi match. Essi includono:
- Durante i suoi trascorsi nella Ring of Honor usava come musica d'ingresso The Final Countdown.
- Dopo aver vinto il ROH World Championship, Danielson divenne heel, comportandosi in modo più aggressivo e minaccioso con i tifosi, oltre a prendersi più libertà con le regole. Nonostante il suo personaggio incurante delle regole, conservava ancora un certo livello di popolarità con i tifosi, così come il suo rispetto del Code of Honor sulla condotta come wrestler, che gli permetteva di esibirsi quasi da personaggio neutrale.[98]
- Durante il suo periodo da heel era solito applicava una presa di sottomissione mentre l'avversario teneva una parte del proprio corpo sulle corde: ciò portava l'arbitro ad un conteggio di cinque (non lasciando la presa dall'avversario al cinque il wrestler viene squalificato) ma appena l'arbitro stava per squalificare Danielson, quest'ultimo lasciava la presa dicendo all'arbitro: «I have 'till five!» («Ho tempo fino al cinque!»).[99]

### Mosse finali

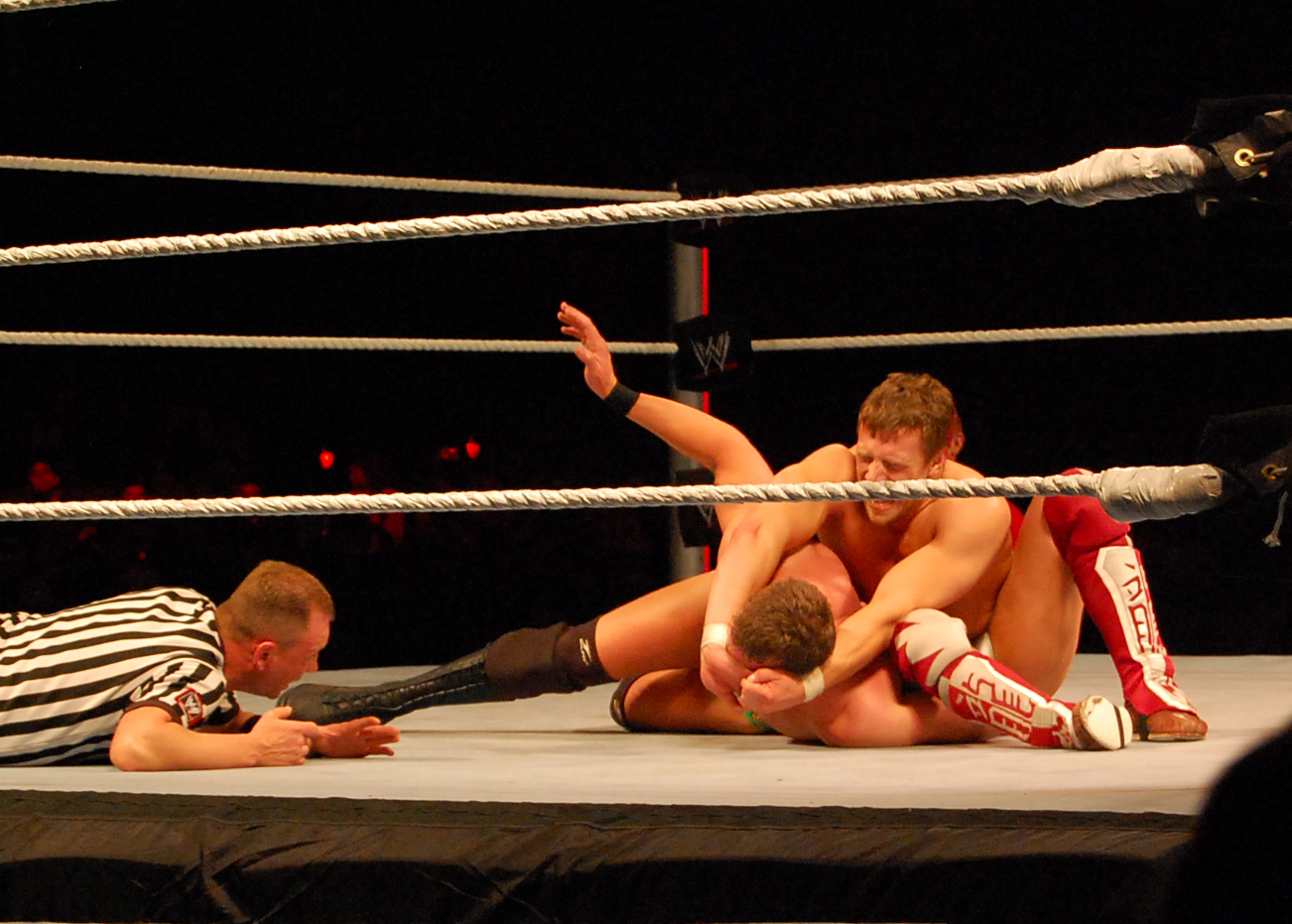
Daniel Bryan mentre applica la LeBell Lock su Ted DiBiase Jr.

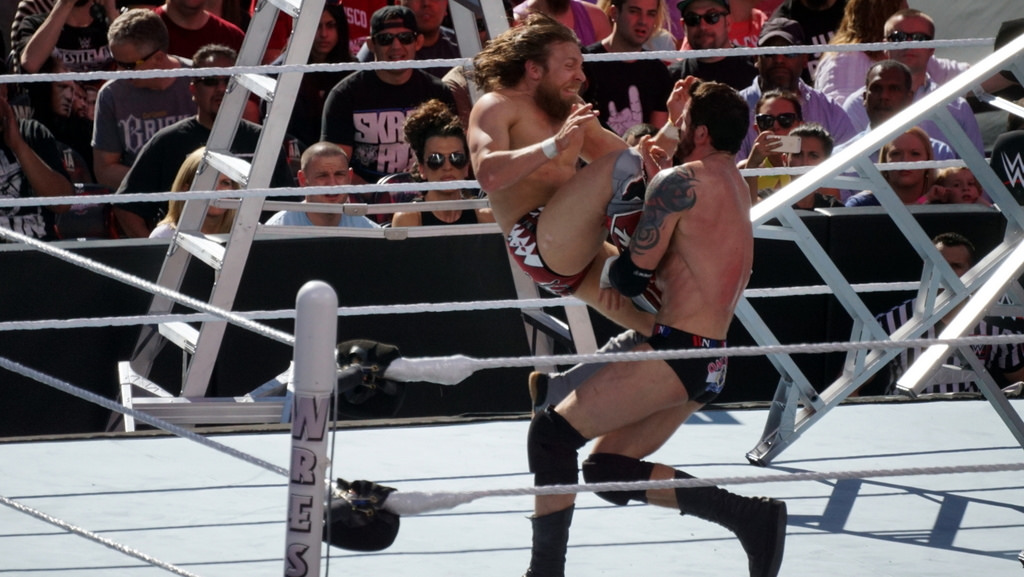
Daniel Bryan mentre esegue il Knee Plus su Bad News Barrett

- Come American Dragon/Bryan Danielson
  - Bridging dragon suplex
  - Arms Across America/Cattle Mutilation (Bridging double chickenwing)
  - Crossface chickenwing, a volte con bodyscissor
  - LeBell Lock (Omoplata crossface) – 2010
  - Regal-Plex (Bridging leg hook belly to back suplex)
- Come Daniel Bryan
  - Knee Plus (Running high knee)
  - LeBell Lock/Yes! Lock/No! Lock (Omoplata crossface)
  - Heel hook – 2018–2019

### Manager
- AJ Lee
- Brie Bella
- Drew Gulak
- Gail Kim

### Soprannomi
- "The American Dragon"
- "The American Dolphin"
- "The Beard"
- "The Best Wrestler in the World"
- "The Dazzler"
- "The Goat Face"
- "The King of Beards"
- "The Master of the Small Package"
- "The New Daniel Bryan"
- "The No! Man"
- "The Planet's Champion"
- "Mr. Money in the Bank"
- "Mr. Small Package"
- "The Submission Specialist"
- "The World's Toughest Vegan"
- "The Yes! Man"

## Titoli e riconoscimenti
- All Elite Wrestling
  - AEW World Championship (1)[100]
- All Pro Wrestling

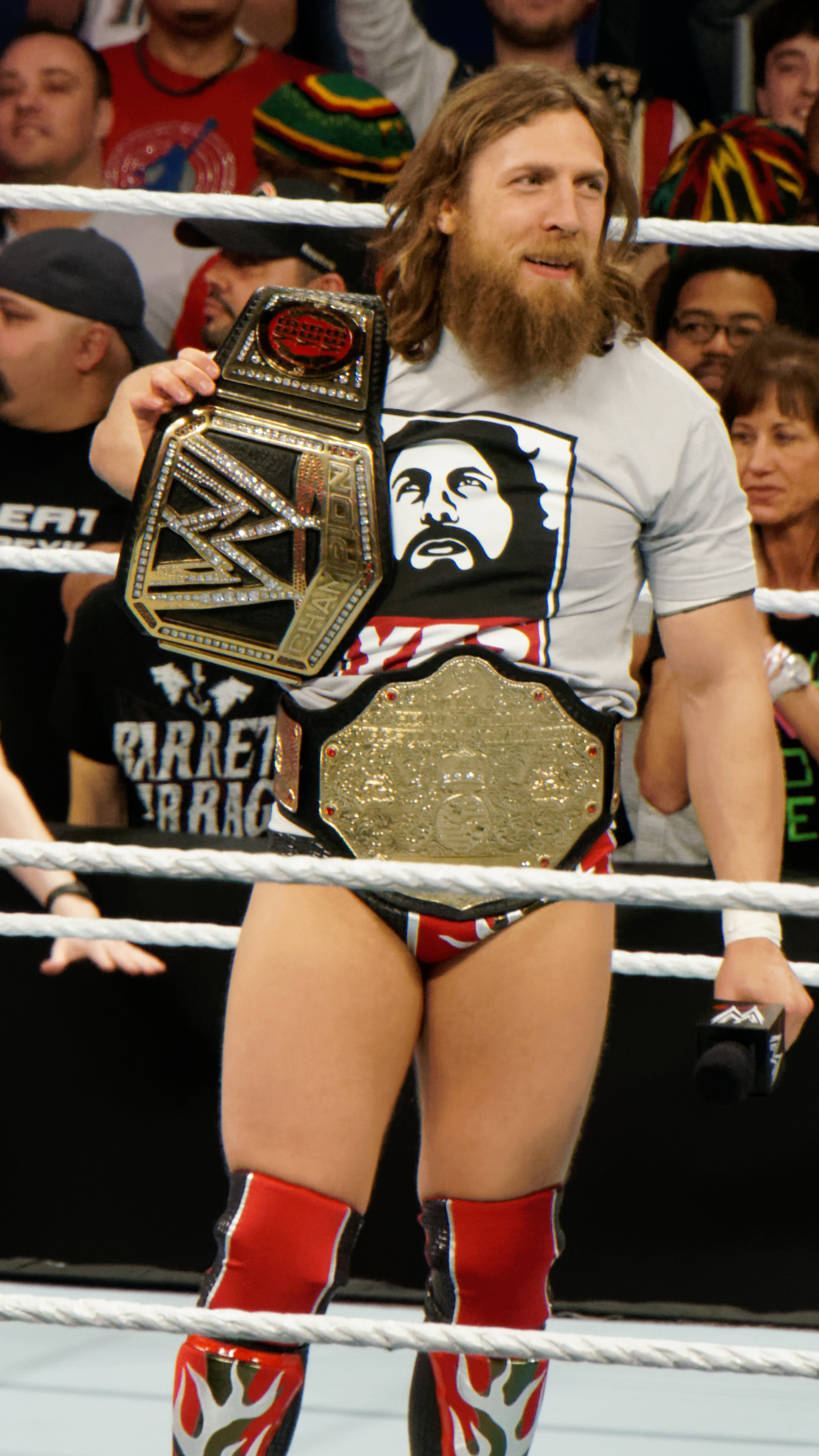
Bryan con il WWE World Heavyweight Championship, titolo che ha detenuto quattro volte. Alla vita, è presente il World Heavyweight Championship, titolo che ha detenuto una volta, mentre sulla spalla è presente il WWE Championship, che ha detenuto per un totale complessivo di quattro volte

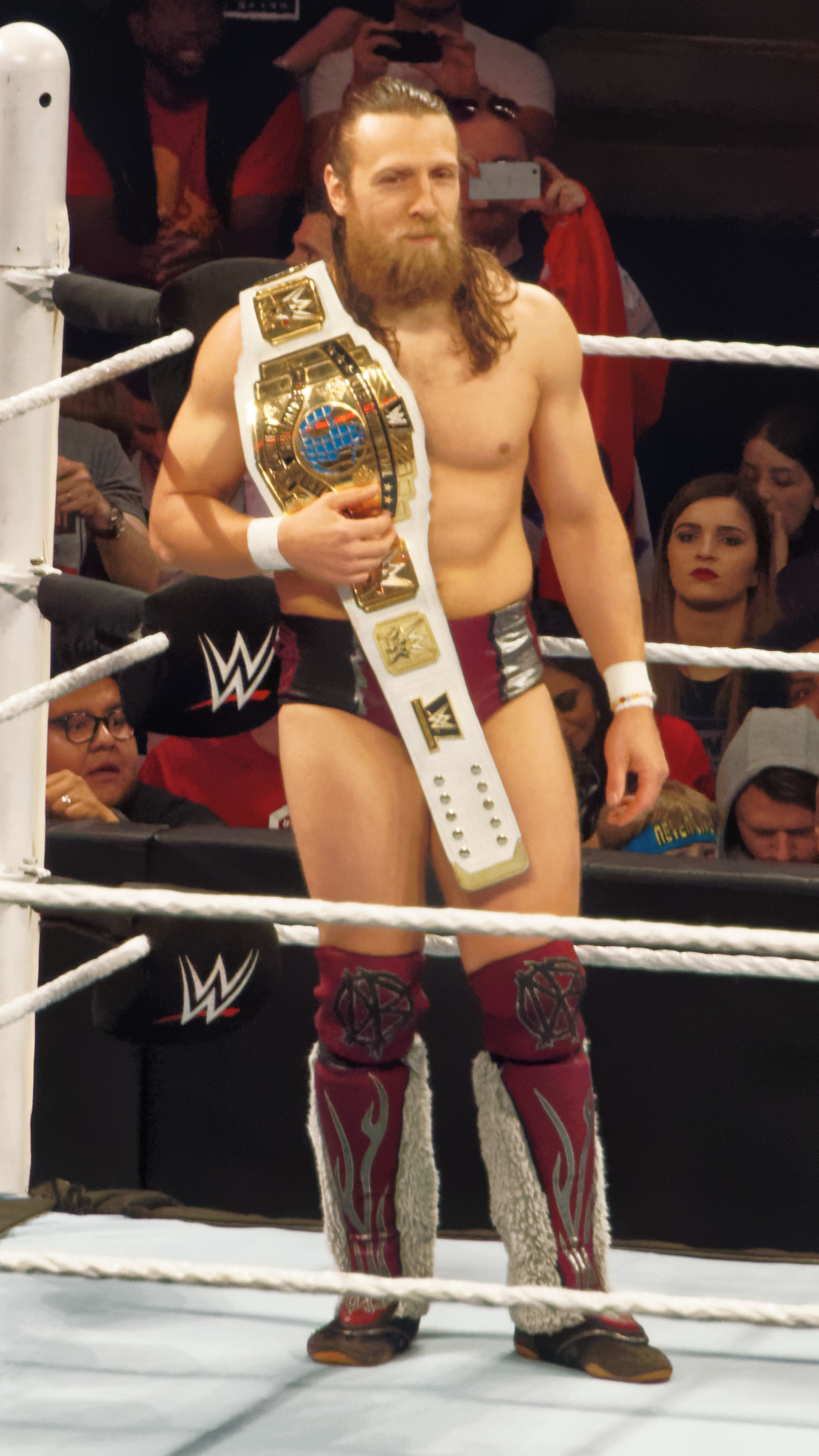
Bryan con l'Intercontinental Championship, titolo che ha detenuto una volta

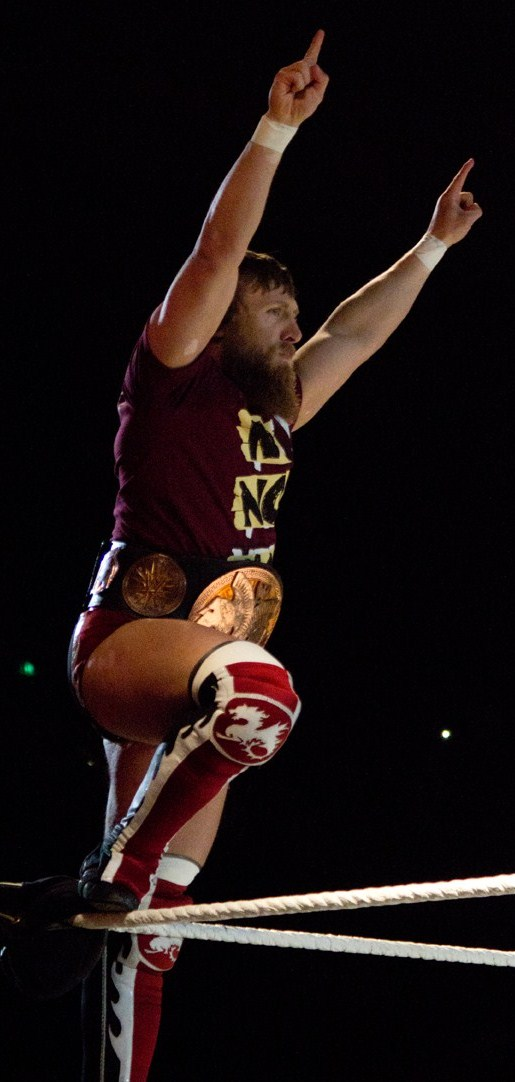
Bryan con il WWE Tag Team Championship, titolo che ha detenuto una volta con Kane

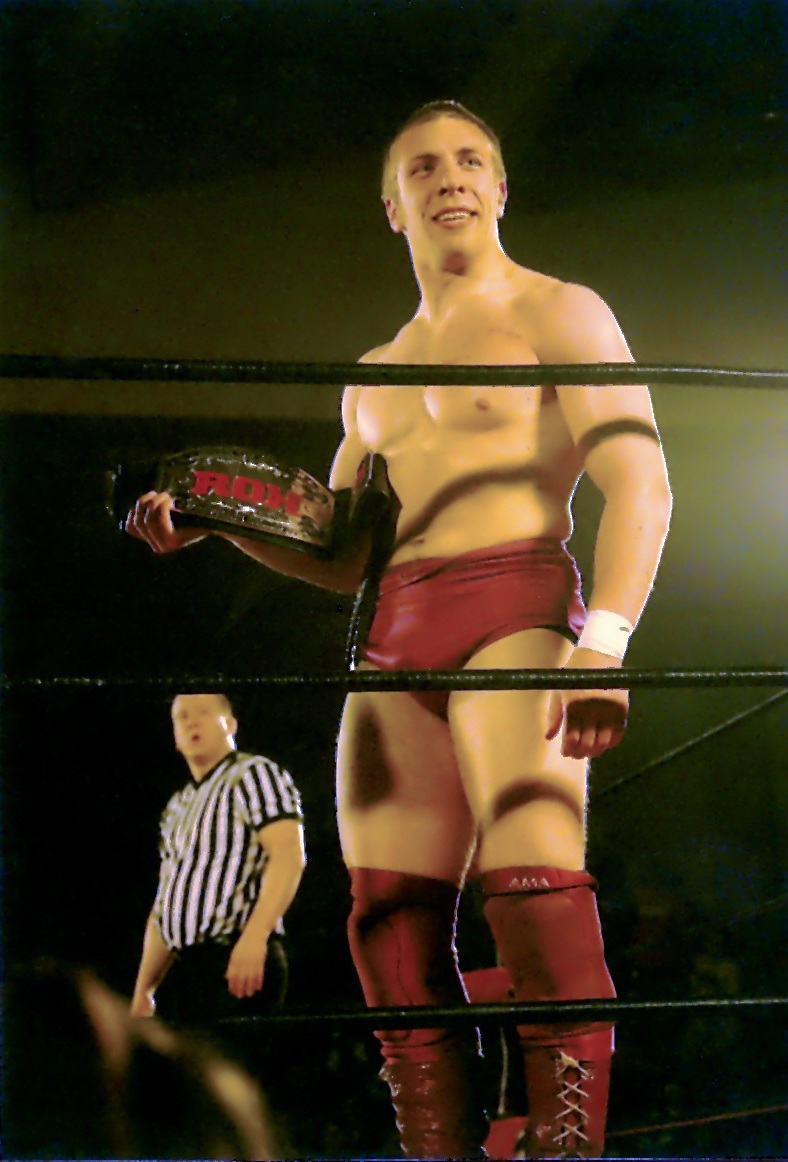
American Dragon con il ROH World Championship, titolo che ha detenuto una volta

  - APW Worldwide Internet Championship (1)[101]
  - King of Indies (2001)
- All Star Wrestling
  - ASW World Mid-Heavyweight Championship (1)[101]
  - ASW World Mid-Heavyweight Title Tournament (2003)
- CBS Sports
  - Best Promo of the Year (2018) - per il promo durante TLC: Tables, Ladders & Chairs
  - Comeback Wrestler of the Year (2018)
- Connecticut Wrestling Entertainment
  - CTWE Heavyweight Championship (1)[101]
- East Coast Wrestling Association
  - ECWA Tag Team Championship (1)[101] – con Low Ki
- Evolve
  - Match of the Year (2010)[102] - vs. Munenori Sawa l'11 settembre
- Extreme Canadian Championship Wrestling
  - NWA Canadian Junior Heavyweight Championship (1)[101]
- Full Impact Pro
  - FIP World Heavyweight Championship (1)[101]
- International Catch Wrestling Alliance
  - Expo 2008 Tournament
- International Wrestling Association
  - IWA Puerto Rico Heavyweight Championship (1)[101]
- Memphis Championship Wrestling
  - MCW Southern Light Heavyweight Championship (1)[101]
  - MCW Southern Tag Team Championship (1) – con Spanky[101]
- NWA Mid-South
  - NWA Southern Junior Heavyweight Championship (1)[101]
- Mid-South Wrestling
  - MSW Junior Heavyweight Championship (1)[101]
- New Japan Pro-Wrestling
  - IWGP Junior Heavyweight Tag Team Championship (1)[101] – con Curry Man
  - Best of the American Super Juniors (2004)
- Pro Wrestling Guerrilla
  - PWG World Championship (2)[101]
- Pro Wrestling Illustrated
  - Feud of the Year (2013)[103] - vs. The Authority
  - Match of the Year (2013)[103] - vs. John Cena a SummerSlam
  - Most Popular Wrestler of the Year (2013)[103]
  - Wrestler of the Year (2013)[103]
  - Most Inspirational Wrestler of the Year (2014)[103]
  - Comeback of the Year (2018)[103]
  - 1º tra i 500 migliori wrestler singoli nella PWI 500 (2014)[104]
- Pro Wrestling Noah
  - GHC Junior Heavyweight Championship (1)[101]
- Pro Wrestling Report
  - Independent Wrestler of the Year (2006)
  - Tag Team of the Year (2012) - con Kane
- Ring of Honor
  - ROH Pure Championship (1)[101]
  - ROH World Championship (1)[101]
  - Survival of the Fittest (2004)
  - ROH Hall of Fame (2022)[105]
- Rolling Stone
  - Sporadically Active Face of the Year (2014)[106]
  - Most Painful Injury of the Year (2015)[107]
- SoCal Uncensored
  - Match of the Year (2007) - vs. El Generico
- Texas Wrestling Entertainment
  - TWE Heavyweight Championship (1)[101]
- Westside Xtreme Wrestling
  - wXw World Heavyweight Championship (1)[101]
  - Ambition 1 (2010)
- World Series Wrestling
  - WSW Heavyweight Champioship (1)[101]
- WWE
  - WWE Championship (4)[108][109]
  - World Heavyweight Championship (1)[110]
  - WWE Intercontinental Championship (1)[111]
  - WWE SmackDown Tag Team Championship (1)[112] – con Rowan
  - WWE Tag Team Championship (1)[113] – con Kane
  - WWE United States Championship (1)[114]
  - Money in the Bank (edizione 2011)[115]
  - 26º Triple Crown Champion[116]
  - 15º Grand Slam Champion (vecchio formato)[117]
  - 6º Grand Slam Champion (nuovo formato)[117]
  - Slammy Award (11)[118]
    - Cole in Your Stocking (edizione 2010)[119]
    - Shocker of the Year (edizione 2010)[119] - con il Nexus
    - Facial Hair of the Year (edizione 2012)[120]
    - Tweet of the Year (edizione 2012)[120]
    - Upset of the Year (edizione 2012)[120]
    - Beard of the Year (edizione 2013)[121]
    - Catchphrase of the Year (edizione 2013)[121]
    - Couple of the Year (edizione 2013)[121] - con Brie Bella
    - Fan Participation of the Year (edizione 2013)[121]
    - Superstar of the Year (edizione 2013)[121]
    - Rivalry of the Year (edizione 2014)[122] - vs. The Authority
- Wrestling Observer Newsletter
  - Best Technical Wrestler (2005–2013)[103]
  - Best Pro Wrestling Book (2015)[103]
  - Best Pro Wrestling DVD (2015)
  - Best Non-Wrestler (2017)
  - Best on Interviews (2018)
  - Match of the Year (2007)[103]
  - Most Outstanding Wrestler (2006–2010)[103]
  - Most Ouststanding Wrestler of the Decade (2010)
  - Wrestling Observer Newsletter Hall of Fame (2016)

## Filmografia

### Doppiaggio
- I Flintstones e WWE - Botte da orbi! (The Flintstones & WWE: Stone Age SmackDown!), regia di Spike Brandt e Tony Cervone (2015) - voce

## DVD dedicati a Daniel Bryan
- WWE Superstar Collection - Daniel Bryan (2012)[123]
- Daniel Bryan: Just Say Yes! Yes! Yes! (2015)[124]

## Nei videogiochi
- Fire Pro Wrestling 2[125]
- Fire Pro Wrestling Returns[126]
- WWE '12[127]
- WWE '13[128]
- WWE 2K14[129]
- WWE SuperCard[130]
- WWE 2K15[131]
- WWE Immortals[132]
- WWE 2K16[133]
- WWE 2K17[134]
- WWE 2K18[135]
- WWE 2K19[136]
- WWE 2K20[137]
- WWE 2K Battlegrounds[138]
- AEW Fight Forever